# Штанц-бай-Ландек
Штанц-бай-Ландек (нім. Stanz bei Landeck) — громада округу Ландек у землі Тіроль, Австрія.
Штанц-бай-Ландек лежить на висоті 1040 м над рівнем моря і займає площу 7,3 км². Громада налічує 590 мешканців.
Густота населення 81/км². Поряд знаходиться замок Шрофенштайн.
|                                           |
| Штанц-бай-Ландек на мапі округу та землі. |

 Адреса управління громади: H.Nr. 110, 6500 Stanz bei Landeck.